# Michel Vlap
Michel Vlap (* 2. Juni 1997 in Sneek, Niederlande) ist ein niederländischer Fußballspieler, der seit 2025 beim katarischen Verein al-Ahli SC unter Vertrag steht.

## Verein

### Anfänge beim SC Heerenveen
Michel Vlap stammt aus der Jugendakademie des SC Heerenveen, in der sein Vater Jan als Trainer beschäftigt war. Am 17. Februar 2015 unterzeichnete er seinen ersten professionellen Vertrag bei den Superfriezen. Sein Debüt in der ersten Mannschaft gab er am 27. November 2016, als er bei der 0:1-Heimniederlage gegen Ajax Amsterdam in der Schlussphase der Partie für Arbër Zeneli eingewechselt wurde. Dies blieb sein einziger Einsatz in der Saison 2016/17, wo er dann hauptsächlich in der U-21-Mannschaft zu Spielzeit kam. Erst in der nächsten Spielzeit 2017/18 kam er auch in der Kampfmannschaft vermehrt zu Einsätzen und erzielte am 29. November 2017 (10. Spieltag) gegen AZ Alkmaar sein erstes Tor in der Eredivisie. Am 3. Dezember unterzeichnete Vlap einen Fünfjahresvertrag beim SC Heerenveen. Am Ende der Saison hatte er in 24 Ligaspielen vier Tore erzielt und drei weitere vorbereitet. In der nächsten Spielzeit 2018/19 gelang ihm der Durchbruch. Beim 5:0-Auswärtssieg seiner Mannschaft gegen BV De Graafschap am 6. Oktober 2018 erzielte er einen Doppelpack. Am 28. Oktober wiederholte er dies beim 3:2-Auswärtssieg gegen AZ Alkmaar. Seine überragenden Leistungen in diesem Monat bescherten Vlap die Auszeichnung des Spieler des Monats Oktober in der Eredivisie.

### Wechsel und diverse Ausleihen
Am 4. Juli 2019 unterzeichnete er einen Vertrag mit fünfjähriger Laufzeit beim belgischen Erstdivisionär RSC Anderlecht. Bereits in seinem ersten Ligaspiel bei der 1:2-Heimniederlage gegen die KV Ostende gelang ihm ein Treffer. Beim Traditionsverein etablierte er sich rasch als wichtige Stammkraft. Am 7. März 2020, dem 29. Spieltag, erzielte er beim 7:0-Heimsieg gegen den SV Zulte Waregem einen Hattrick. In der aufgrund der COVID-19-Pandemie verkürzten Saison 2019/20 gelangen ihm in 23 Ligaeinsätzen zehn Tore und drei Vorlagen. Anfang Februar 2021 wechselte Vlap am letzten Tag des Wintertransferfensters auf Leihbasis zum deutschen Bundesligisten Arminia Bielefeld. Sein Debüt für die Arminia gab Vlap am 15. Februar 2021, dem 21. Spieltag der Bundesliga beim Auswärtsspiel gegen den FC Bayern München, das 3ː3 endete. Vlap stand in der Startelf, erzielte hierbei ein Tor und bereitete ein weiteres vor.
Die Ausleihe wurde nicht verlängert, so dass Vlap in der Saison 2021/22 zunächst im Kader des RSC Anderlecht stand, ohne in den ersten drei Pflichtspielen der Saison vom Anderlecht eingesetzt wurden zu sein. Mitte August 2021 wurde er für die gesamte niederländische Saison 2021/22, die noch nicht begonnen hatten, vom FC Twente Enschede ausgeliehen. Vlap bestritt für Enschede alle 34 Ligaspiele, in denen er fünf Tore schoss, sowie zwei Pokalspiele.
Nachdem es zunächst danach aussah, dass die Ausleihe nicht verlängert wurde, wurde Anfang Juli 2022 der endgültige Wechsel von Vlap nach Enschede vereinbart. Er unterschrieb dort einen Vertrag mit einer Laufzeit von drei Jahren mit der Option der Verlängerung um ein weiteres Jahr.
Im August 2025 gab Twente Enschede bekannt, dass Vlap seine Karriere beim al-Ahli SC in Katar fortsetzen werde.

## Nationalmannschaft
Von 2014 bis 2018 absolvierte Vlap insgesamt 15 Partien für diverse niederländische Jugendnationalmannschaften. Mit der U-19-Auswahl nahm er 2016 an der Europameisterschaft in Deutschland teil.

## Sonstiges
Sein Vater Jan Vlap (* 1966) war von 1988 bis 1990 ebenfalls Fußballprofi beim SC Heerenveen und ist heute als Trainer im Amateurbereich aktiv.